# Otto Christian Hammer

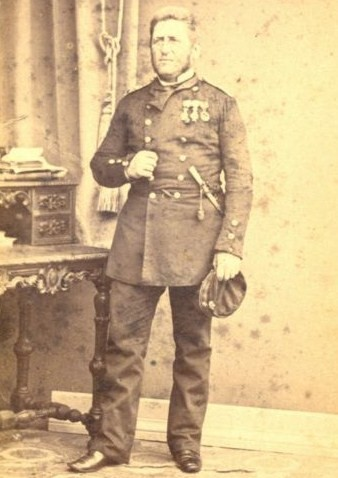
Otto Christian Hammer
(1864 in Schweidnitz)

Otto Christian Hammer (* 22. August 1822 in Hulerød, Søborg Sogn, Dänemark; † 10. März 1892 in Kopenhagen) war ein dänischer Seeoffizier und Befehlshaber im Deutsch-Dänischen Krieg.

## Leben
Er war der Sohn des Distriktskommissars und Inspektors Frederik Abel Hammer (??–1877) und der Elisabeth Kirstine Lemvigh (1794–1849). Zu seinen Geschwistern gehörte auch die Fotografin Caroline Hammer.
Hammer heiratete am 28. Februar 1851 auf Schloss Hjortholm (Südlangeland) Henriette Jacobine Hastrup (* 3. September 1830 auf Schloss Hjortholm), Tochter des Gutsbesitzers Julianus Jensen Hastrup (1780–1863), von 1823 bis 1863 Gutsherr auf Hjortholm, und der Anna Cecilie Høffding (1791–1861), sowie Tante des Inspektors von Grönland Oluf Hastrup (1875–1933). Aus der Ehe ging unter anderem der Seeoffizier Rørd Regnar Johannes Hammer (1855–1930) hervor. Der Seeoffizier Frits Hammer Kjølsen (1893–1985) war ein Enkel.
Hammer kam im Jahr 1837 als Seekadett auf die Marineakademie und wurde am 3. August 1843 zum Sekondeleutnant befördert. Acht Jahre später, am 3. August 1851, wurde er Premierleutnant und am 17. Februar 1858 schließlich zum Kapitänleutnant befördert.
Im Deutsch-Dänischen Krieg (1864) war er Befehlshaber der dänischen Marineeinheiten auf den Nordfriesischen Inseln mit Sitz in Wyk auf Föhr. Als Kommandeur einer dänischen Flottille kämpfte er dank seiner guten Kenntnis des Wattenmeers zunächst erfolgreich gegen die Übermacht der preußisch-österreichischen Allianz. Als aber die angeforderte Unterstützung der dänischen Flotte ausblieb und die Gegner der Allianz erst Sylt und am 16. Juli auch Föhr einnahmen, wurde er schließlich am 19. Juli 1864 in Wyk u. a. vom preußischen Leutnant Ernst von Prittwitz und Gaffron gefangen genommen und bis August in deutscher Gefangenschaft gehalten. Seine Gegner beschrieben ihn als einen „Land und Leute tyrannisierenden Wikinger“, von den dänischgesinnten Insulanern wurde er dagegen geachtet und bekam zum Kriegsende einen Ehrensäbel überreicht. Nach dem Krieg vertrat er noch kurze Zeit die dänischen Ämter Hadersleben, Tondern und Lügumkloster im dänischen Landsting, ehe sein Mandat durch die Übernahme Schleswigs durch Preußen wegfiel. Zwischen 1865 und 1871 leitete er ein Fischerei- und Walfangunternehmen
Am 6. April 1889 wurde Hammer zum Kapitän ernannt.

## Veröffentlichungen
- Vesterhavsøernes Forsvar i Aaret 1864, mit einer Karte, Verlag Gyldendal, Kopenhagen 1865

## Orden und Ehrenzeichen
- Ritter des Dannebrog-Ordens (28. Dezember 1850)
- Silbernes Kreuz des Dannebrog-Ordens (1. August 1860)[7]
- Kommandeur 2. Klasse des Dannebrog-Ordens (30. September 1864)

## Ehrungen
- In Rødby ist die „Hammers Trafikskole“ nach ihm benannt.
- Im Jahr 1975 wurde das dänische Torpedoboot P 542 nach ihm auf den Namen „Hammer“ getauft.